# C/2013 F3 (Макнота)
C/2013 F3 (Макнота) — одна з довгоперіодичних комет. Відкрита 29 березня 2013 року Робертом Макнотом. На момент відкриття мала зоряну величину 17,5.